# Diastylis planifrons
Diastylis planifrons är en kräftdjursart som beskrevs av William Thomas Calman 1912. Diastylis planifrons ingår i släktet Diastylis och familjen Diastylidae. Inga underarter finns listade i Catalogue of Life.